# Gewässernamen auf -bach
-bach ist mit seinen unten aufgeführten Varianten, von denen viele vom mittelniederdeutschen Beke abgeleitet sind, das häufigste Appellativum für kleinere, meist nicht schiffbare Fließgewässer im deutschsprachigen Raum und auch das älteste. Sowohl als Appellativum als auch als Bestimmungswort findet es auch für Siedlungen Verwendung – üblicherweise in einem ursächlichen Zusammenhang.

## Etymologie
Schon in den frühesten urkundlichen Belegen für Flussnamen sind Formen von -bach nachweisbar. Der Ursprung ist gemeingermanisch. Es existieren weitere Erklärungsversuche, die jedoch allesamt nicht den Regeln der Lautverschiebung und Vokalschwächung genügen. Die Schwierigkeiten der etymologischen Herleitung des Namens liegen möglicherweise darin, dass das Wort von den Germanen aus dem Sprachschatz der Urbevölkerung Deutschlands übernommen wurde. Die älteren Formen von Bach sind das althochdeutsche bah, mittelniederdeutsche beke, altsächsische beki, altnordische bekkr und das niederländische beek. Die niederdeutschen Formen sind bek, beck, beek, becke, büke, bicke, be(e)ke, bäke oder bieke.
Sandhi-Formen sind mecke und micke. Das b wurde dabei von einem vorangestellten Nasal des Bestimmungswortes assimiliert. Der Wortursprung geriet später in Vergessenheit, was dazu führte, dass diese Form als Nebenform von becke aufgefasst wurde und in neuzeitlichen Namen als Grundwort Verwendung findet. Hierbei erscheinen auch die Kurzformen -m(c)ke, -eke, -ke teils scheinbar nur noch als bloßes Suffix, wobei -ke vorrangig bei Siedlungsnamen zu finden ist. Eine Folge der Palatalisierung im Friesischen ist der Übergang von k zu ts und tz. Nachzuweisen ist dies in bitze, bitsdie. Wahrscheinlich ist hier ein Kontakt mit dem Slawischen – bizi ist slawischen Ursprungs.
Wo eine Siedlung einen mit einem Gewässer identischen Namen hat, gilt fast ausnahmslos, dass der Gewässername auf die Siedlung übertragen wurde. Von Anbeginn an sind natürliche Örtlichkeiten wie Berg, Bach oder Wald schon da und erhielten Namen. Menschliche Ansiedlung erfolgte später. Sie löste vielfach eine Periode des Nomadentums ab. Sesshaftigkeit tritt erst in einer noch späteren Kulturepoche auf, und erst dann ergibt sich die Notwendigkeit zu einer Namensgebung für menschliche Niederlassungen. Zum Teil ist der Ortsname auch nach einem bestimmten Punkt eines ansonsten anders heißenden oder namenlosen Baches gebildet worden. So zeigt der Name des Ortes Wattenbach, am Zandtbach gelegen, auf einen Bach der durchwatet werden muss oder kann – offenbar führte hier ein Weg quer durch den hier nicht besonders tiefen Bach. Dabei ist namentliche Zuordnung teils nicht sofort schlüssig. So bezeichnet der Name Breitenbach (oder Bredenbeck) keineswegs ein breites Gewässer. Vielmehr deutet der Name auf eine Verbreiterung hin, die nicht einmal den Bach als solchen betreffen muss. Teils liegt der Ort einfach in einer Stelle, an der das vom Bach durchflossene Tal sich verbreitert.
Das grammatische Geschlecht ist dabei kaum vorherzusagen. Während Bach eindeutig maskulinum ist, findet sich bei den älteren und niederdeutschen Formen sowohl maskulinum als auch femininum. So sind die westlich der Weser verbreiteten büke und becke femininum, die weiter östlich verbreiteten bek und beck masculinum. Auch in Teilen des heutigen mittelfränkischen Dialektraums bis hin in die Kurpfalz wird das Wort „Bach“ feminin gebraucht.

## Bestimmungswörter
Tiernamen als Bestimmungswort deuten eher weniger auf besondere Häufigkeit des Tieres an diesem Bach oder der am Bach entstandenen Siedlung hin, sie wurden vielmehr verwendet, wenn gerade nicht so häufig auftretende Tiere mit dem Bach in Verbindung gebracht wurden. Entsprechend sind Fuchs-Bäche vergleichsweise selten, das Auftreten des Fuchses wurde als eher banal betrachtet. Der selten gewordene Wolf wird dabei, auch in mythischem Zusammenhang (heiliges Tier des Wodan) viel häufiger zur Namensbildung herangezogen – sowohl bei Namen von Bächen als auch den von Siedlungen und Flurstücken. Dementsprechend selten sind Esels-Bäche, verwilderte Esel sind im germanischen Sprachraum eher selten anzutreffen.
Häufig ist das Bestimmungswort zwar problemlos verständlich, aber zum Verständnis des Namens nur bedingt hilfreich. So sind Gold-, Silber- und Titan-Bäche zwar häufig Orte des Fundes des betreffenden Bodenschatzes, bezeichnen aber mindestens ebenso oft eher die Farbe des Wassers – teils auch nur in einem bestimmten Abschnitt des Bachs. Entsprechend kann ein Hell-Bach sowohl die Farbe des Wassers als auch den Klang des fließenden Wassers bezeichnen. In Zusammensetzungen mit -born wurde einfach -bach an den Namen der Quelle angehängt, deren Name ähnlich wie die der Bäche gebildet wurden.
Oftmals muss der Bachname in Zusammenhang mit der durchflossenen Landschaft betrachtet werden. Seltener sind dagegen Benennungen nach dort erfolgten Ereignissen – so ist im Flusssystem der Unstrut ein Mord-Bach nachzuweisen – der Mord muss zur Zeit des Gebrauchs dort der mittelhochdeutschen Sprache oder noch früher stattgefunden haben.

## Neuere Entwicklungen
Insgesamt zeigt sich eine Entwicklung, die bis Anfang des 20. Jahrhunderts in vollem Gang war und möglicherweise bis heute anhält. -bach wechselt mit anderen Grundwörtern, häufig wird das ursprüngliche auch verdrängt. Teilweise werden auch die niederdeutschen Namen von Gewässern im amtlichen Gebrauch verdrängt, selbst wenn sich der ursprüngliche Name im allgemeinen Sprachgebrauch erhält – teils auch in Unkenntnis der vorhandenen Namensbedeutung tautologisch -bach angehängt.

## Beispiele
- -bach: Schiebecksbach
- -bächlein: Teufels-Bächlein
- -bäke: Twillbäke
- -beki
- -bekkr
- -beck in Westfalen: Billerbeck, Havixbeck, Wolbeck, Gievenbeck
- -bek in Schleswig-Holstein, Hamburg und Mecklenburg-Vorpommern: Ammersbek, Drosedower Bek, Mellingbek, Schillingsbek, Schnakenbek, Tarpenbek
- -beek: Frohbeek
- -beke: Beke
- -beeke im südlichen Niedersachsen und Hessen: Nienstedter Beeke, Nebelbeeke
- -becke
- -büke
- -bicke: Bernicker Bicke
- -bke: Salbke
- -eke
- -ecke im nördlichen Harzvorland: Gläsecke, Röseckenbach
- -ke
- -mecke im Sauerland: Deutmecke, Marmecke, Settmecke
- -micke: Felmicke, Hanemicke, Hitzendumicke, Kortemicke
- -mcke: Steinmcke
- -mke: Bremke